# Schwarzer Senf
Der Schwarze Senf (Brassica nigra), auch Senf-Kohl genannt, ist eine Pflanzenart aus der Gattung Brassica in der Familie der Kreuzblütengewächse (Brassicaceae). Der Schwarze Senf ist im Mittelmeerraum heimisch und wird seit Menschengedenken kultiviert und als Heil- sowie Nutzpflanze vielseitig verwendet. Er ist in vielen Gebieten der Welt ein Neophyt.

## Beschreibung

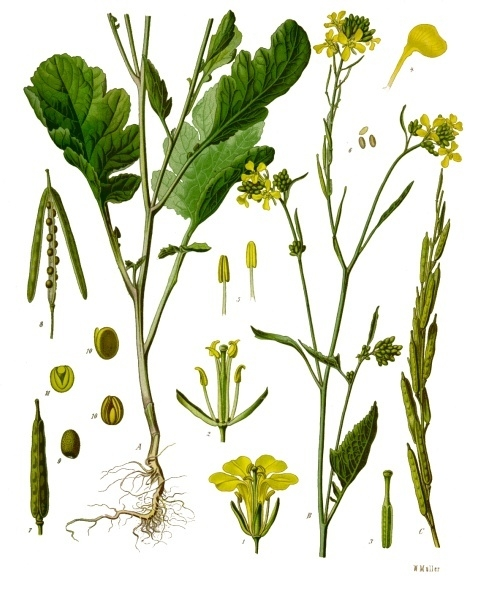
Illustration aus Köhler’s Medizinal-Pflanzen: „Schwarzer Senf. A B blühende Pflanze, natürl. Grösse; C Fruchttraube, desgl.; 1 Blüthe, vergrössert; 2 dieselbe ohne Kronblätter, desgl.; 3 Fruchtknoten mit Griffel und Narbe, desgl.; 4 Kronblatt, desgl.; 5 Staubgefässe desgl.; 6 Pollenkörner, desgl.; 7 Frucht, desgl.; 8 dieselbe aufgesprungen, desgl.; 9 Same, desgl.; 10, 11, 12 derselbe ohne Samenschale, desgl.“

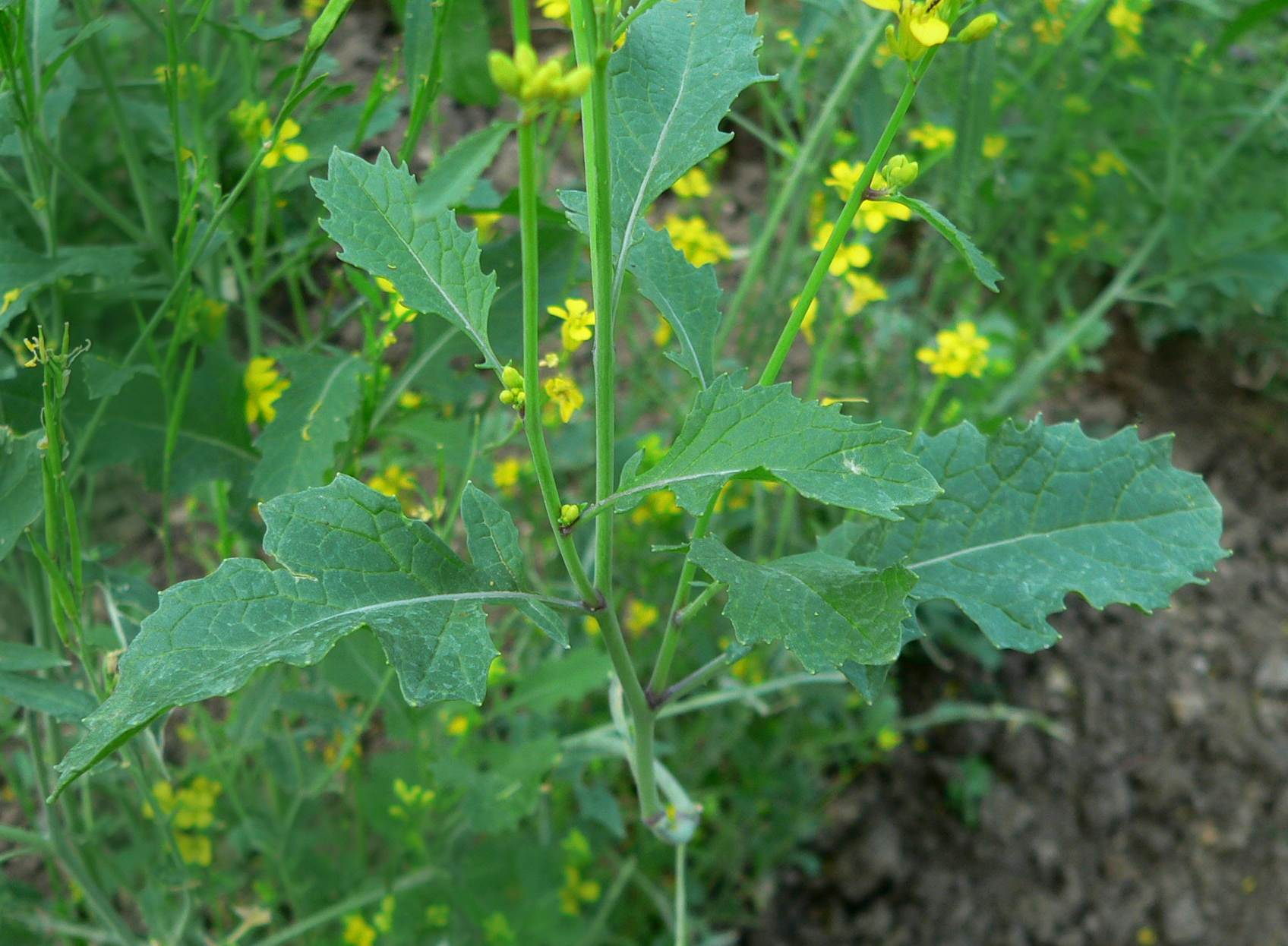
Stängel und Laubblätter

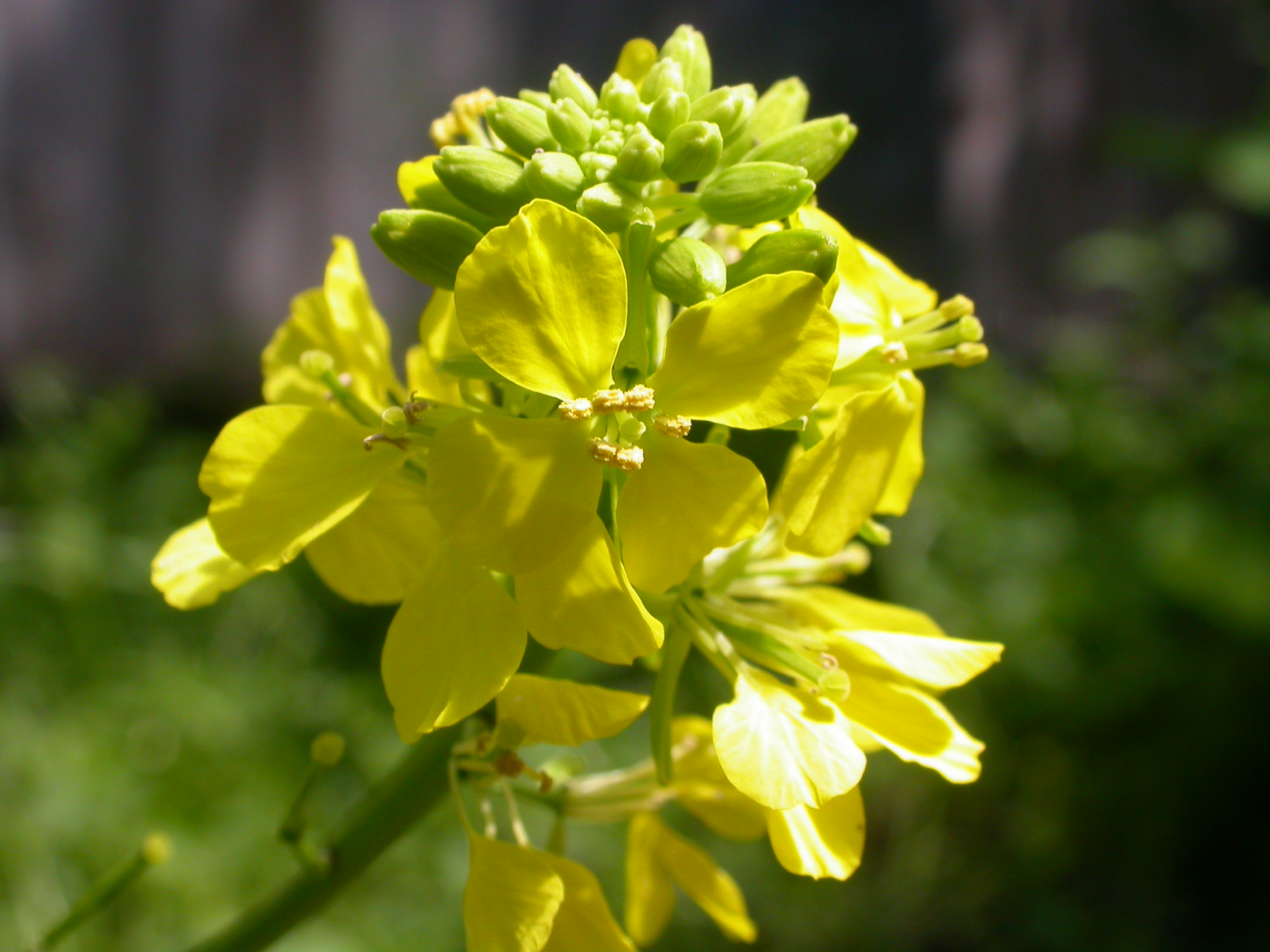
Ausschnitt eines Blütenstandes mit vierzähligen Blüten

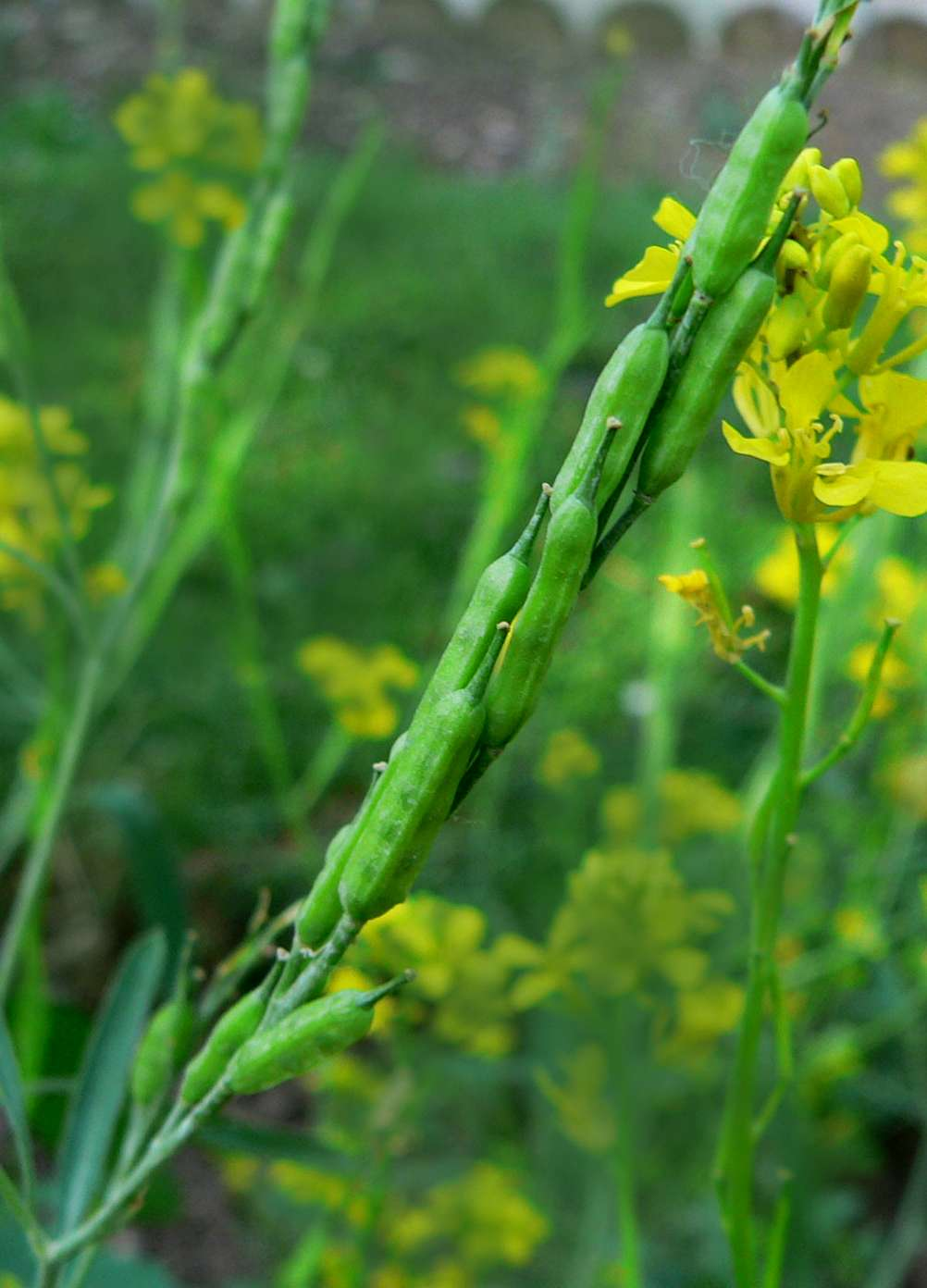
Unreife Schoten

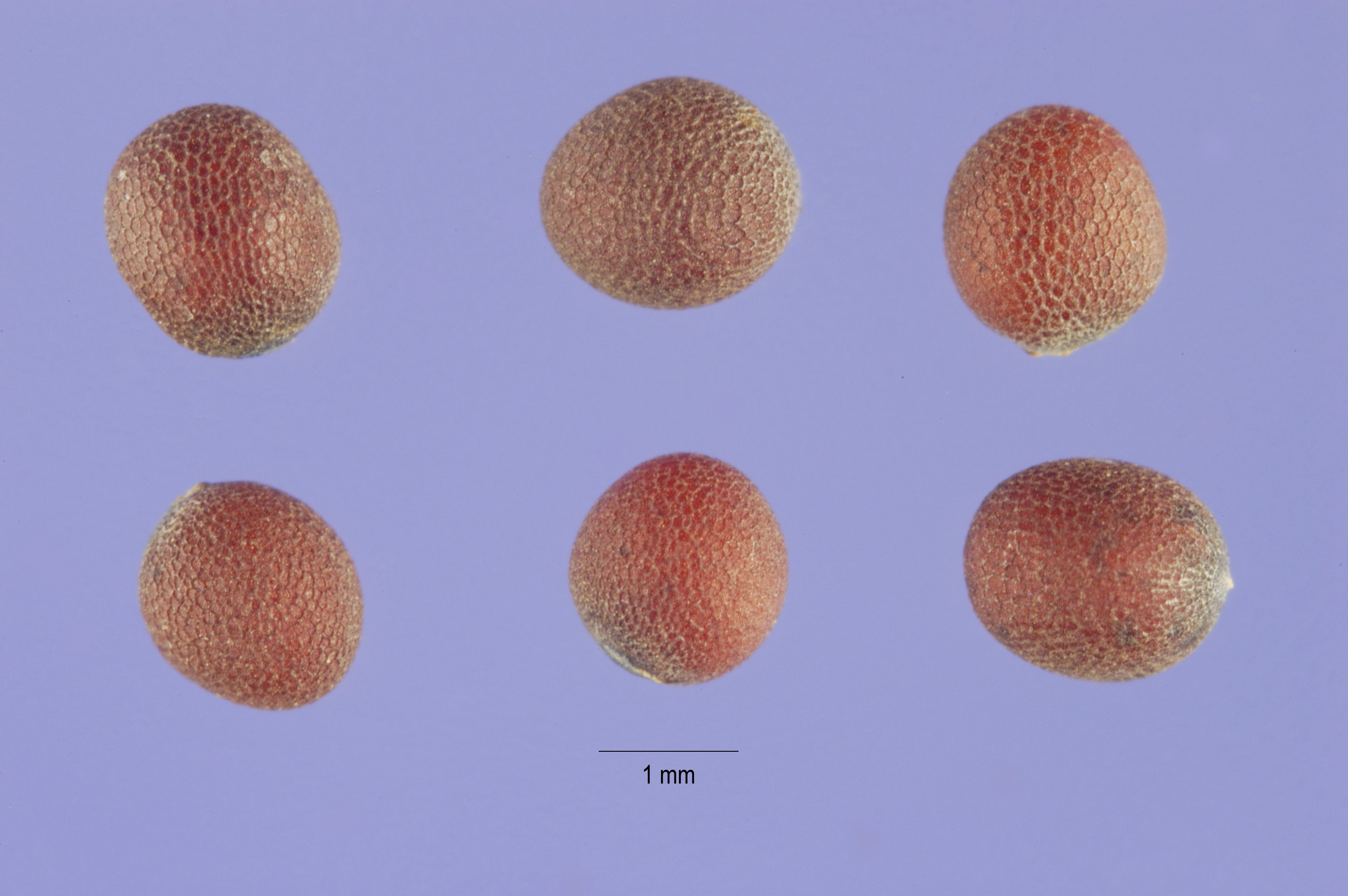
Samen mit netzartiger Oberfläche

### Erscheinungsbild und Blatt
Der Schwarze Senf ist eine einjährige krautige Pflanze, die Wuchshöhen von meist 0,3 bis zu 2,00, selten bis zu 3,10 Metern erreicht. Der aufrechte und im oberen Bereich verzweigte Stängel ist mindestens im unteren Bereich abstehend rau behaart; im oberen Bereich ist er mehr oder weniger kahl sowie bläulich.
Die Laubblätter sind wechselständig angeordnet. Die Grundblätter und die untersten Stängelblätter sind etwa 10 Zentimeter lang gestielt. Ihre Blattspreite ist bei einer Länge von 6 bis 30 Zentimetern und einer Breite von 1 bis 10 Zentimetern im Umriss eiförmig, länglich oder lanzettlich, leierförmig-fiederspaltig oder fiederteilig mit einem großen, eiförmigen, gezähnten Endsegment und auf jeder Seite der Mittelrippe ein bis drei gezähnten Seitensegmenten, die viel kleiner sind als das Endsegment. Die oberen Stängelblätter sind auch gestielt. Ihre Blattspreite ist bei einer Länge von etwa 5 Zentimetern und einer Breite von etwa 1,5 Zentimetern lanzettlich oder linealisch-länglich mit keilförmigen Spreitengrund und glatten oder selten gezähnten Blattrand.

### Blütenstand und Blüte
Die Blütezeit liegt am Ende des Frühsommers. Die Art blüht von Juni bis zum Herbst. In einem anfangs schirmtraubigen, später durch deutliche Streckung der Blütenstandsachse bis zur Fruchtreife, traubigen Blütenstand stehen viele Blüten zusammen. Es sind keine Tragblätter vorhanden.
Die zwittrigen Blüten sind und vierzählig mit doppelter Blütenhülle. Die vier freien, grünen Kelchblätter sind bei einer Länge von meist 4 bis 6 (bis 7) Zentimetern und einer Breite von 1 bis 1,5 Millimetern länglich und ausgebreitet oder aufsteigend. Die vier freien, 3 bis 6 Millimeter lang genagelten, gelben Kronblätter sind bei einer Länge von meist 7,5 bis 11 (5 bis 13) Millimetern und einer Breite von meist 3 bis 4,5 (2,5 bis 5,5) Millimetern eiförmig mit gerundetem oberen Ende. Die sechs Staubblätter bestehen aus 3,5 bis 5 Millimeter langen Staubfäden und 1 bis 1,5 Millimeter langen Staubbeutel.

### Frucht und Samen
Die geraden, aufrechten bis aufsteigenden Fruchtstiele sind meist 3 bis 5 (2 bis 6) Millimeter lang. Die reifen Schoten stehen nahezu senkrecht und liegen eng am Stängel an. Die vierkantige Schote ist bei einer Länge von meist 1 bis 2,5 (0,5 bis 2,7) Zentimetern und einem Durchmesser von meist 2 bis 3 (1,5 bis 4) Millimetern linealisch oder schmal länglich-elliptisch und enthält meist vier bis zehn, selten bis zu 16 Samen. Der dünne Fruchtschnabel ist 2 bis 3 Millimeter lang.
Die dunkelbraunen, grauen oder schwarzen Samen sind bei einem Durchmesser von 1,2 bis 2 Millimetern kugelförmig mit winzig netzartiger Samenschale. Sie bleiben bis zu 11 Jahre lang keimfähig. Die Samenkörner sind geruchlos, entwickeln aber beim Kauen einen stechend scharfen Geschmack.

### Chromosomensatz
Die Chromosomengrundzahl beträgt x = 8; es liegt Diploidie vor mit einer Chromosomenzahl von 2n = 16.

## Ökologie
Beim Schwarzen Senf handelt es sich um einen Therophyten.
Die gelbe Blütenfarbe beruht auf Violaxanthin.
Der Schwarze Senf schützt sich vor Fressfeinden durch einen 1%igen Gehalt an Sinigrin, einer Verbindung des tränenreizenden, stechend riechenden und extrem scharf schmeckenden Allylisothiocyanats mit Glukose; die Glukose schützt wiederum diese Pflanze vor ihrem eigenen Gift und wird erst bei einer Verletzung durch enzymatische Reaktion abgespalten.

## Vorkommen
Das weite Verbreitungsgebiet des Schwarzen Senfs umfasst weite Gebiete der Alten Welt, er ist im östlichen Mittelmeerraum beheimatet. Seit der Römerzeit wird er auch in Mitteleuropa kultiviert und seit dem 16. Jahrhundert ist er in Mitteleuropa als Neophyt bekannt und tritt hier vor allem als Stromtalpflanze auf. Diese verwilderte Nutzpflanze gilt in Mitteleuropa als Agriophyt, also als fester Bestandteil der aktuellen natürlichen beziehungsweise naturnahen Vegetation.
Der Schwarze Senf gedeiht in Mitteleuropa im Bidenti-Brassicetum nigrae aus dem Verband Chenopodion rubri, kommt aber auch in Gesellschaften des Verbands Senecion fluviatilis vor. Er kommt in Mitteleuropa häufig im Saum zwischen Hoch- und Niederwasser der Flüsse vor und verhält sich wie eine sommerwärmeliebende Stromtalpflanze. Sie kann manchmal dominierend auftreten. In Baden-Württemberg war die Pflanze im 19. Jahrhundert auf Neckarinseln und Bänken bei Neckartailfingen so häufig, dass diese der Ertrag der Pflanze für 1 Jahr für 137 Mark verpachtet wurde.
Die ökologischen Zeigerwerte nach Landolt et al. 2010 sind in der Schweiz: Feuchtezahl F = 3w+ (mäßig feucht aber stark wechselnd), Lichtzahl L = 4 (hell), Reaktionszahl R = 4 (neutral bis basisch), Temperaturzahl T = 4+ (warm-kollin), Nährstoffzahl N = 4 (nährstoffreich), Kontinentalitätszahl K = 3 (subozeanisch bis subkontinental).

## Taxonomie
Die Erstveröffentlichung erfolgte 1753 unter dem Namen (Basionym) Sinapis nigra durch Carl von Linné in Species Plantarum, Tomus II, S. 668. Die Neukombination zu Brassica nigra (L.) W.D.J.Koch wurde 1833 durch Wilhelm Daniel Joseph Koch in J.C. Röhlings Deutschlands Flora. 3. Auflage. Band 4, S. 713–714 veröffentlicht. Das Artepitheton nigra bedeutet „schwarz“. Synonyme für Brassica nigra (L.) W.D.J.Koch sind: Brassica bracteolata Fisch. & C.A.Mey., Brassica sinapioides Roth ex Mert. & W.D.J.Koch, Brassica sinapoides Roth, Crucifera sinapis E.H.L. Krause, Erysimum glabrum (L.) Kuntze, Melanosinapis communis K.F.Schimp. & Spenn., Mutarda nigra (L.) Bernh., Raphanus sinapis-officinalis Crantz, Sinapis erysimoides Roxb., Sinapis tetraedra J.Presl & C.Presl, Sisymbrium nigrum (L.) Prantl.

## Trivialnamen
Für den Schwarzen Senf bestehen bzw. bestanden, zum Teil auch nur regional, auch die weiteren deutschsprachigen Trivialnamen: Keek (Helgoland), Keetjen (Helgoland), Mostartkorn (Köln), Sempsat (Unterweser), Senip (Unterweser), Sennep (mittelniederdeutsch) Sennepe (mittelniederdeutsch) und Sennepsaat (mittelniederdeutsch).

## Inhaltsstoffe
In den Wurzeln, grünen Teile und den Samen des Schwarzen Senfs wurde das Senfölglycosid Sinigrin nachgewiesen. In den Wurzeln kommt auch Gluconasturtiin vor. Die Samen enthalten auch Sinapin.

## Landwirtschaft
Er benötigt viel Sonnenlicht und liebt warme und feuchte Böden.
Wenn im Spätsommer oder Herbst Felder noch einmal gelb erblühen, handelt es sich oft um Schwarzen oder Weißen Senf, der den Boden als Zwischenfrucht bedeckt und die Auswaschung von Nährstoffen – insbesondere Nitrat – verhindern oder reduzieren soll. Er wird später zur Humusanreicherung in den Boden eingearbeitet (Gründünger).

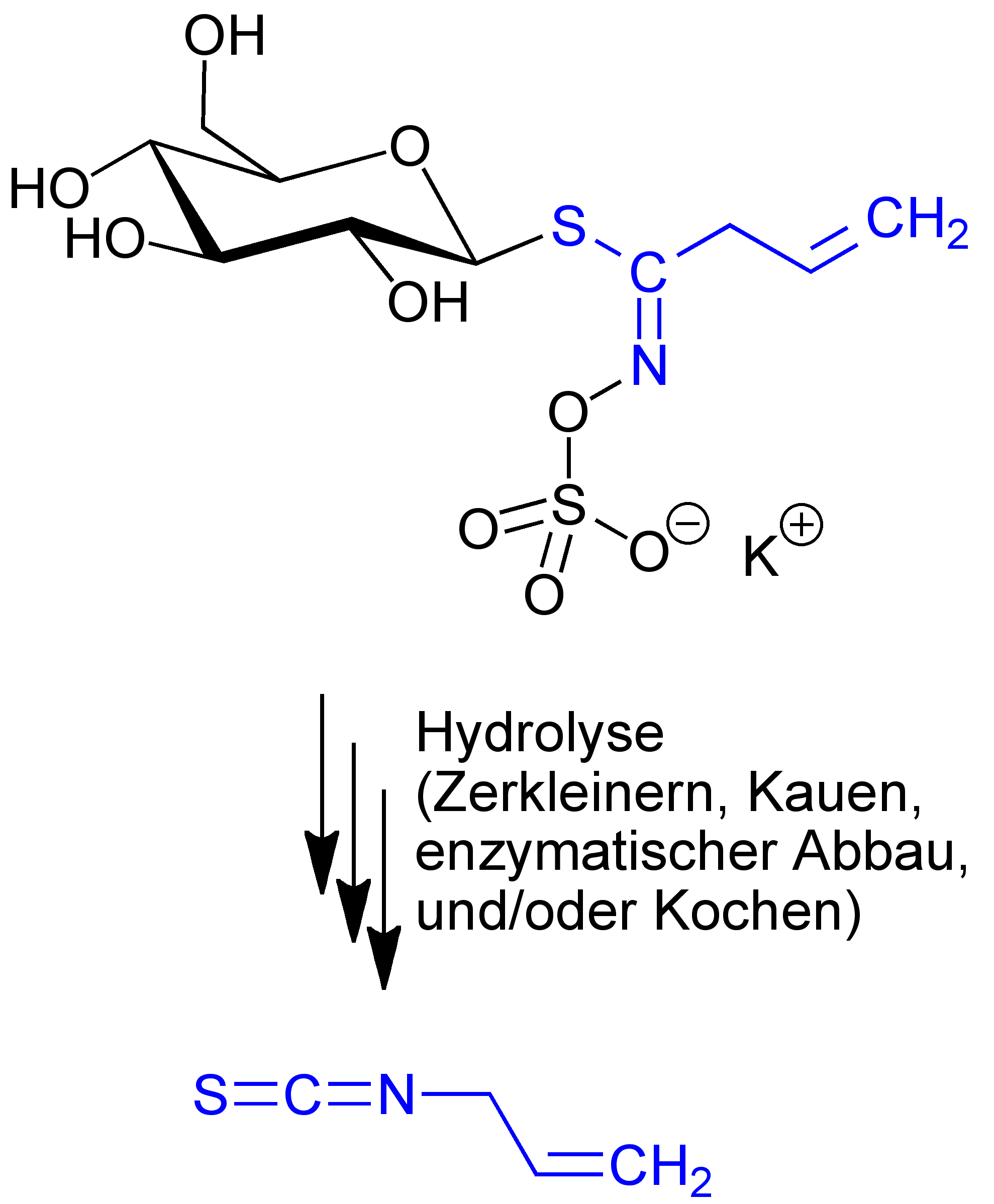
Allylisothiocyanat (unten, blau markiert) bildet sich bei der Hydrolyse des Senfölglycosids Sinigrin, einem Inhaltsstoff von Schwarzem Senf.

## Verwendung
Schwarzer Senf ist neben dem Weißen Senf Bestandteil des Senfs. Die reifen und getrockneten Samen können direkt als Gewürz verwendet werden und verlieren ihre Schärfe beim Kochen. Die Samen enthalten etwa 30 % Öl mit einem hohen Anteil an ungesättigten Fettsäuren. Die Verwendung des Öls als Lebensmittel ist in der bengalischen und indischen Küche weit verbreitet, jedoch nicht uneingeschränkt zu empfehlen, da im rohen Senföl die Glyceride der Erucasäure sowie Isothiocyanate enthalten sind. In Indien wird Senföl daher in der Küche bis zum Rauchpunkt erhitzt, wodurch die Senfölglykoside weitgehend abgebaut werden. Da außerhalb Indiens diese notwendige Maßnahme weitgehend unbekannt ist, darf Senföl in der EU und in den USA nur dann als Lebensmittel auf den Markt gebracht werden, wenn der Erucasäureanteil unter 5 % liegt. Von Asienläden für indischstämmige Kundschaft wird dies teilweise umgangen durch die Deklaration „nur für äußerliche Anwendung“ o. ä.
Bei dem Begriff Senföl besteht eine Verwechslungsgefahr: Auch das reine, giftige (Allyl-)Isothiocyanat wird gelegentlich als Senföl bezeichnet.
Schwarze Senfsamen sind ein Bestandteil der bengalischen Gewürzmischung Panch Phoron.

### Verwendung als Heilpflanze
Der Wirkstoff Allylsenföl hat stark reizende und damit durchblutungsfördernde Eigenschaften und kann, in die Haut eingerieben, reflektorisch auch auf innere Organe einwirken. In der Naturheilkunde gilt Senfmehl in Form von Umschlägen (Senfwickel), Senfpflastern, in lauwarmem Wasser angerührt oder Senfspiritus als Hausmittel. Die Senfölglycoside wirken bakteriostatisch. Weiter soll Senf bei Nervenschmerzen sowie bestimmten Herzbeschwerden helfen. Vor allem aber wird er wegen seiner durchblutungsfördernden Wirkung eingesetzt, zum Beispiel bei Bronchitis oder rheumatischen Beschwerden. Er sollte jedoch nicht zu hoch konzentriert und zu lange mit der Haut in Berührung bleiben, da die Gefahr von Hautreizungen bis hin zu Blasen- oder gar Geschwürbildung besteht, wobei die Wirkung mit zeitlicher Verzögerung einsetzt. Während der Schwangerschaft, bei Magengeschwüren und Nervenentzündungen sowie bei Kindern sollte Schwarzer Senf nicht angewandt werden.

### Verwendung als Gemüse
In Äthiopien, wo die Pflanze als Gemüse angebaut wird, werden die Sprossen und Blätter gekocht gegessen und die Samen als Gewürz verwendet.

## Bibelzitat
Das biblische Gleichnis vom Senfkorn (Mt 13,31-32 ; Mk 4,30-32 ; Lk 13,18-21 ) bezieht sich vermutlich auf den Schwarzen Senf, ebenso in Mt 17,20  und Lk 17,6 .